# مطيافية ذرية
المطيافيات الذرية (أو الطيفيات الذرية ) هو مصطلح عام يشيرإلى مجموعة من التقنيات المطيافية في الكيمياء التحليلية المستخدمة للتحليل الكمي والنوعي للعناصر الكيميائية.

## الأنواع
يمكن التمييز في المطيافيات الذرية بين:
- مطيافية الامتصاص الذري Atomic absorption spectroscopy AAS
- مطيافية الإصدار الذري Atomic emission spectroscopy AES
- مطيافية فلورية ذرية Atomic fluorescence spectroscopy AFS
- مطيافية الكتلة مع بلازما مرافقة بالتحريض inductively coupled plasma mass spectrometry ICP-MS
- مطيافية فلورية الأشعة السينية X-ray fluorescence spectroscopy XRF
- مطيافية الرنين المغناطيسي النووي nuclear magnetic resonance NMR

## اقرأ أيضاً
- مطيافيات